# Ephippidae
Spadfiskar (Ephippidae) är en familj i underordningen kirurgfisklika fiskar innehållande 8 släkten och 15 arter. 
Arterna förekommer i Atlanten, Indiska oceanen och Stilla havet. De besöker sällan bräckt vatten och de har alger samt ryggradslösa djur som föda. Individerna har en från sidan tillplattad kropp och analfenan har tre taggstrålar. Äggläggningen sker antagligen i det öppna havet.

## Släkten och arter
- Chaetodipterus  Lacépède, 1802.  3 arter
  - spadfisk (Chaetodipterus faber)  (Broussonet, 1782) 
  - Chaetodipterus lippei  Steindachner, 1895 
  - Chaetodipterus zonatus  (Girard, 1858)

- Ephippus  Cuvier, 1816.  2 arter
  - Ephippus goreensis  Cuvier, 1831 
  - Ephippus orbis  (Bloch, 1787)

- Parapsettus  Steindachner, 1876.  1 art
  - Parapsettus panamensis  (Steindachner, 1876)

- Platax  Cuvier, 1816.  5 arter
  - Platax batavianus  Cuvier, 1831 
  - Platax boersii  Bleeker, 1852 
  - läderlappsfisk (Platax orbicularis)  (Forsskål, 1775) 
  - Platax pinnatus  (Linné, 1758) 
  - Platax teira  (Forsskål, 1775)

- Proteracanthus  Günther, 1859.  1 art
  - Proteracanthus sarissophorus  (Cantor, 1849)

- Rhinoprenes  Munro, 1964.  1 art
  - Rhinoprenes pentanemus  Munro, 1964

- Tripterodon  Playfair i Playfair & Günther, 1867.  1 art
  - Tripterodon orbis  Playfair i Playfair & Günther, 1867

- Zabidius  Whitley, 1930.  1 art
  - Zabidius novemaculeatus  (McCulloch, 1916)